# María de León Bello y Delgado
María de León y Delgado, född 23 mars 1643 i El Sauzal, Teneriffa, död 15 februari 1731 i San Cristóbal de La Laguna, Teneriffa, var en katolsk nunna och mystiker, på Kanarieöarna känd som "La Siervita" (Den lilla tjänarinnan) och "Sor María de Jesús" (Jesu syster Maria).

## Biografi
Syster Maria föddes i en fattig familj och hennes liv präglades av olika mirakler och anses vara en av Spanien främsta mystiker.
I februari 1668 inträdde hon i klostret Santa Catalina de Siena i San Cristóbal de La Laguna, ett år efter att ha avlagt sina löften och i ständig botgöring. Hon erfor bland annat stigmata, levitation, bilokation och religiös extas. Hennes helighet blev med tiden känd och idag vördas hon på Kanarieöarna och på andra håll i Spanien.
Hon dog i klostret den 15 februari 1731 efter att ha fallit i extas. Hon begravdes i klostret och tre år senare grävdes hennes kropp upp; den visade inte några tecken på förmultning.
Hennes oförmultnade kropp bevaras i klostret Santa Catalina de Siena i San Cristóbal de La Laguna. Den 15 februari varje år visas hennes kropp för allmänheten; människor vallfärdar från olika delar av Spanien.
Hennes saligförklaringsprocess inleddes 1992.

## Fotografier

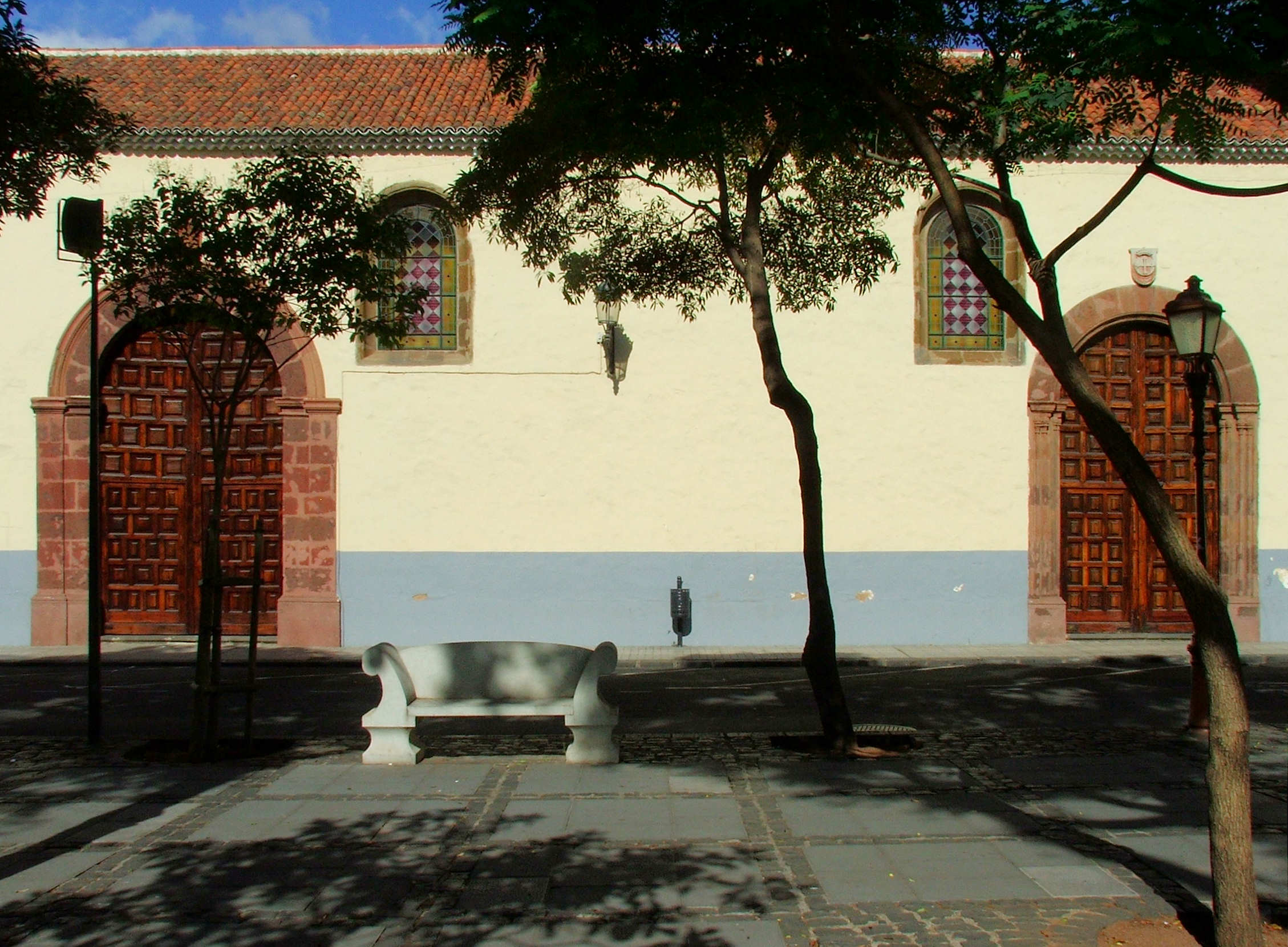
Klostret Santa Catalina de Siena i San Cristóbal de La Laguna.
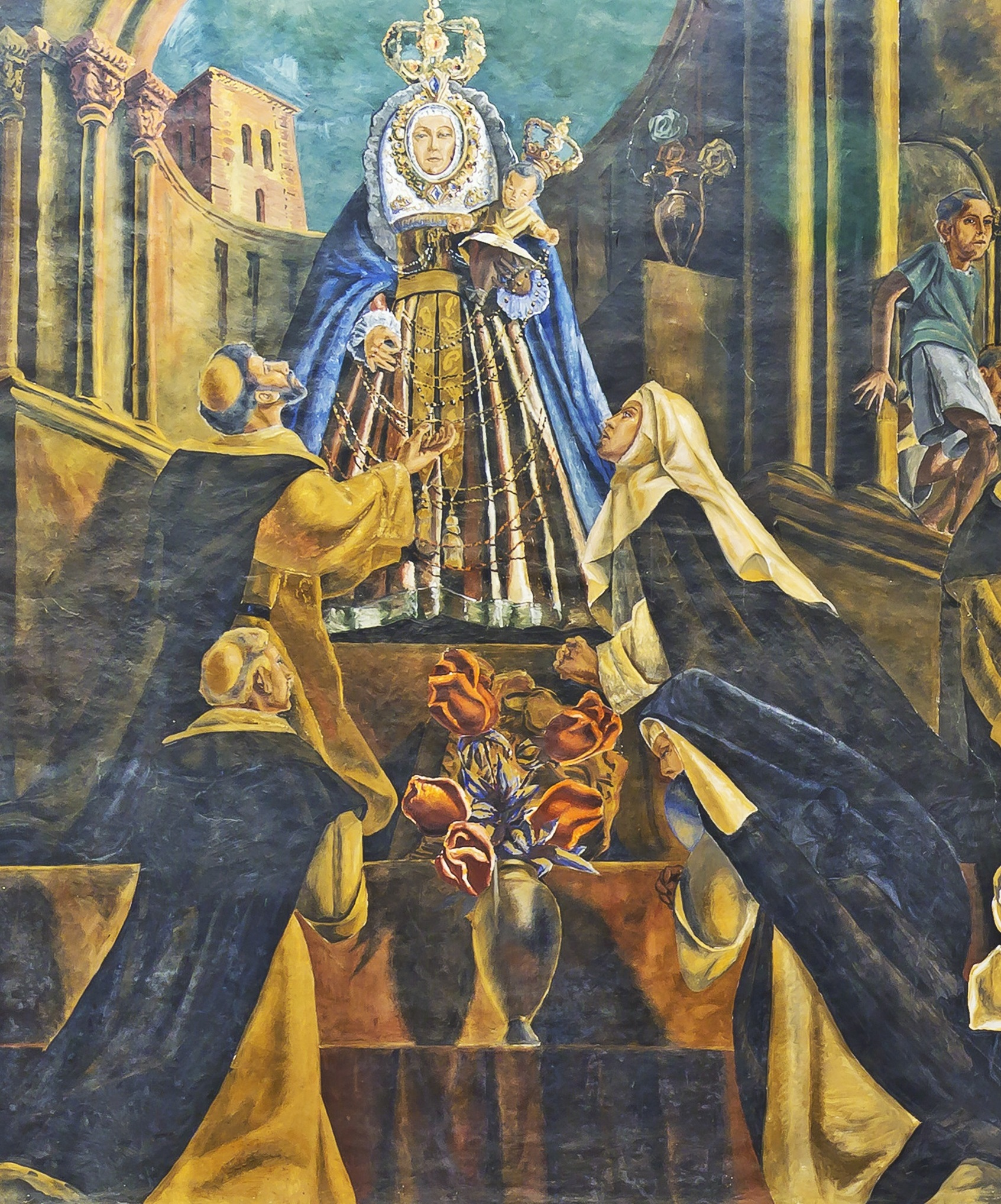
Jungfru Maria överlämnar Rosenkransen åt Sankt Dominicus. Avbildade är även Katarina av Siena, Pedro de Santa María de Ulloa och María de León Bello y Delgado. Fresk i kyrkan Santo Domingo de Guzmán i San Cristóbal de La Laguna.
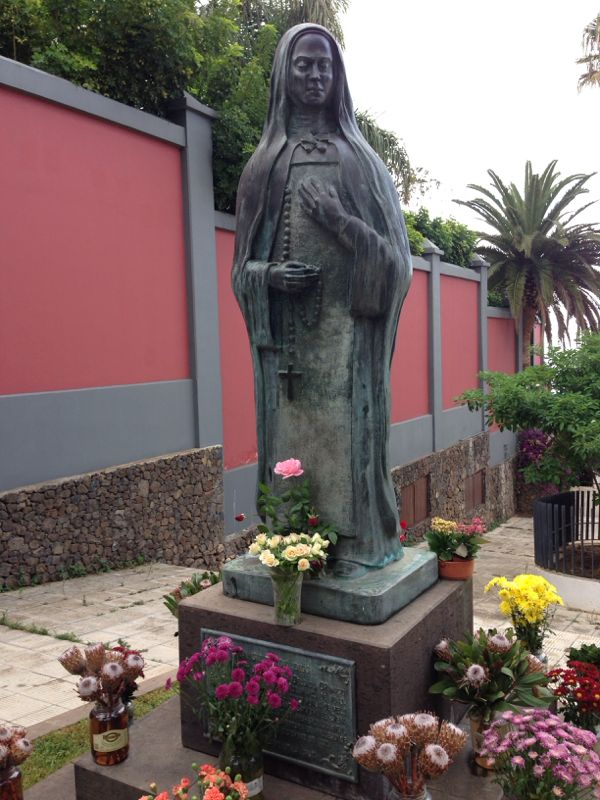
Religiös staty bredvid hans födelseort.
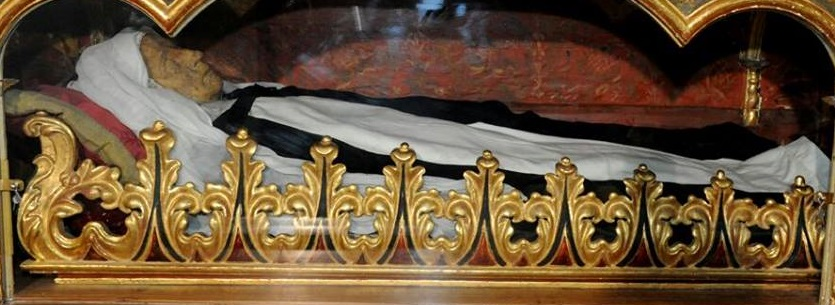
Incorrupt kropp.